# Dahlibruchus conradti
Dahlibruchus conradti là một loài bọ cánh cứng trong họ Bruchidae. Loài này được Bridwel miêu tả khoa học năm 1931.